# Virtuelle Akademie Nachhaltigkeit
Die Virtuelle Akademie Nachhaltigkeit (VAN) ist ein Online-Lehrangebot für nachhaltige Entwicklung in Deutschland. Sie bietet Studierenden deutscher Hochschulen videobasierte Online-Lehrveranstaltungen zum Thema Nachhaltigkeit. Damit werden Hochschulen dabei unterstützt, das UN-Dekade-Ziel einer Bildung für nachhaltige Entwicklung sowie die Sustainable Development Goals (SDG) umzusetzen. Das seit 2011 bestehende Lehrangebot wird pro Semester von etwa 2.000 Studierenden genutzt. Für ihr innovatives Lehrkonzept und für die Förderung einer Bildung für nachhaltige Entwicklung wurde die Virtuelle Akademie Nachhaltigkeit bereits mehrfach durch das UNESCO-Weltaktionsprogramm sowie durch den Rat für Nachhaltige Entwicklung ausgezeichnet.

## Hintergrund
Ein Ziel der UN-Dekade für Bildung für nachhaltige Entwicklung (BNE) lautet, dass Studierende aller Fachrichtungen in Lehrveranstaltungen lernen sollen, eine nachhaltigere Gesellschaft mitzugestalten. Die Weltkonferenz zur Halbzeit der UN-Dekade im März 2009 in Bonn hat in ihrer Abschlusserklärung betont, dass auch Hochschulen ihrer Verantwortung gerecht werden müssen und Kompetenzen für eine nachhaltige Entwicklung in ihre Bildungsziele aufnehmen sollten. In einer gemeinsamen Erklärung haben die Hochschulrektorenkonferenz und die Deutsche UNESCO-Kommission Anfang 2010 die Hochschulen aufgefordert, sich aktiv für eine Integration des Nachhaltigkeitsthemas in Forschung und Lehre einzusetzen.

## Organisation
In den Jahren 2011–2020 wurde die Virtuelle Akademie Nachhaltigkeit als Drittmittelprojekt vom Bundesministerium für Bildung und Forschung (BMBF) und durch die Deutsche Bundesstiftung Umwelt (DBU) gefördert. Seit 2021 ist die Virtuelle Akademie Nachhaltigkeit eine wissenschaftliche Einrichtung (Institut) der Universität Bremen gem. § 92 Abs. 1 des Bremischen Hochschulgesetzes (BremHG) unter der Verantwortung der Fachbereiche Biologie/Chemie, Geowissenschaften, Wirtschaftswissenschaft sowie Sprach- und Literaturwissenschaften.
Die Virtuelle Akademie Nachhaltigkeit besitzt folgende Organe:
- Mitgliederversammlung
- Direktorium
- Geschäftsführende Direktorin/Direktor
- Koordinierungsstelle

Das Direktorium besteht aus dem geschäftsführenden Direktor Georg Müller-Christ (Betriebswirtschaftler, Schwerpunkt Nachhaltiges Management), Elisabeth Hollerweger (Senior Lecturer, Schwerpunkt Erziehungs- und Bildungswissenschaften), Martin Diekmann (Biologe, Schwerpunkt Geobotanik/Vegetationskunde). Ebenso gehören ihm ein Mitglied des Rektorats sowie die Leiterin/der Leiter des Zentrums für Multimedia in der Lehre (ZMML) als nicht stimmberechtigtes Mitglied an. Das Direktorium diskutiert die strategische Ausrichtung der Akademie und legt das Veranstaltungsprogramm fest. In Zusammenarbeit mit Experten organisiert er die Evaluierung der Lehrveranstaltungen und der Akademie. Als Geschäftsführer der Koordinierungsstelle ist Denis Pijetlovic tätig.
Die Virtuelle Akademie Nachhaltigkeit ist als Institution Mitglied bei der Deutschen Gesellschaft für Nachhaltigkeit an Hochschulen e.V.

## Konzept und Zielgruppe
Die Virtuelle Akademie Nachhaltigkeit erstellt didaktisch aufbereitete Lernvideos zu verschiedenen Facetten des Themenbereichs Nachhaltigkeit, die im Rahmen des Wahlpflicht- und General-Studies-Bereichs an deutschen Hochschulen angeboten werden können. Mithilfe von Lernvideos und Online-Betreuung der Studierenden wird dabei auf die Form des E-Learnings (nach Michael Kerres) zurückgegriffen.
Studierenden werden Lehrveranstaltungen mit Nachhaltigkeitsbezug über die moodle-basierte Lernplattform OnCourse zur Verfügung gestellt, bei deren Teilnahme sie auf ihre zukünftige berufliche Ausrichtung vorbereitet werden. Begleitend zu Präsenzveranstaltungen an den jeweiligen Hochschulen oder in der vorlesungsfreien Zeit können sich Studierende auf dem Portal der Virtuellen Akademie Nachhaltigkeit informieren, sich für Lehrveranstaltungen auf der Lernplattform registrieren und mit den Lernvideos arbeiten.

## Partner und Beteiligte
Die Virtuelle Akademie Nachhaltigkeit arbeitet für ihre Lehrveranstaltungen mit Wissenschaftlern sowie wissenschaftlichen Institutionen mit Nachhaltigkeitsbezug zusammen. Unter anderem haben Mitglieder des Wuppertal Institut für Klima, Umwelt, Energie, Mitglieder des Wissenschaftlicher Beirat der Bundesregierung Globale Umweltveränderungen (WBGU) und Gerhard de Haan als Vorsitzender des Nationalkomitees für Bildung für nachhaltige Entwicklung jeweils eine Lehrveranstaltung mit der Virtuellen Akademie Nachhaltigkeit erstellt.
Außerdem wurde mit Mitgliedern folgender Hochschulen an der Erstellung weiterer Lehrveranstaltungen zusammengearbeitet:
- Bergische Universität Wuppertal
- Brandenburgische Technische Universität Cottbus
- Carl von Ossietzky Universität Oldenburg
- Freie Universität Berlin
- Hochschule für angewandte Wissenschaften München
- Humboldt-Universität zu Berlin
- Justus-Liebig-Universität Gießen
- Technische Universität Berlin
- Technische Universität Dresden
- Technische Universität Kaiserslautern
- Technische Universität Ilmenau
- Universität Bremen
- Universität Duisburg-Essen
- Universität Hamburg
- Universität Potsdam

### Beteiligte Hochschulen
Im Sommersemester 2019 wurden Lehrveranstaltungen der Virtuellen Akademie Nachhaltigkeit an den folgenden Hochschulen angeboten:
- Albert-Ludwigs-Universität Freiburg
- Brandenburgische Technische Universität Cottbus-Senftenberg
- Carl von Ossietzky Universität Oldenburg
- Eberhard Karls Universität Tübingen
- Fachhochschule Erfurt
- Georg-August-Universität Göttingen
- Hochschule Bremen
- Hochschule Bremerhaven
- Hochschule Emden/Leer
- Hochschule für angewandte Wissenschaften Neu-Ulm
- Hochschule für Forstwirtschaft Rottenburg
- Hochschule für nachhaltige Entwicklung Eberswalde
- Hochschule für Technik Stuttgart
- Hochschule Heilbronn
- Hochschule Neu-Ulm
- Julius-Maximilians-Universität Würzburg
- Katholischen Universität Eichstätt-Ingolstadt
- Ostbayerische Technische Hochschule Amberg-Weiden
- Philipps-Universität Marburg
- RWTH Aachen
- Technischen Universität Dresden
- Technischen Universität Ilmenau
- Universität Bremen
- Universität Duisburg-Essen
- Universität Kassel
- Universität Konstanz
- Universität Passau
- Universität Vechta
- Zürcher Hochschule für Angewandte Wissenschaften

## Lehrveranstaltungen
Der Umfang einer Lehrveranstaltung wird abhängig von der Belastung konzipiert und ist angelehnt an die typische Veranstaltungslänge innerhalb eines Semesters. Die Lehrveranstaltungen werden im Umfang von drei Credit Points inhaltlich als 14 – 15 thematische Lerneinheiten produziert.
Die einzelnen Lerneinheiten umfassen 90-minütige Filmaufnahmen. Dabei wird jede Lerneinheit in drei Episoden à 30 min untergliedert. Davon werden 2 × 30 min in Vortragsform erstellt und die dritte Episode wird als Interview gestaltet. In den Interviews werden offene Fragen aus den Vortragsepisoden aufgegriffen, Erläuterungen, Beispiele und Zusammenhänge aufgezeigt, die im Rahmen der Vorträge offengeblieben sind.
Eine Betreuung der Teilnehmenden erfolgt über die Lernplattform OnCourse. Hier werden zusätzlich unterstützende Lernmaterialien (Folien zum Durcharbeiten der Lernvideos, Lernbegleithefte und Selbstlerntests zur Überprüfung des eigenen Lernfortschritts) bereitgestellt. Die Lehrveranstaltungen können auch von Studierenden genutzt werden, die keine Möglichkeit haben, sich die Teilnahme an ihrer Hochschule anerkennen zu lassen. Zudem steht das Angebot allen weiteren Interessierten offen, die sich fort- und weiterbilden möchten.
Folgende Lehrveranstaltungen werden angeboten (Stand Sommersemester 2019):
- Bildung für nachhaltige Entwicklung (Gerhard de Haan)
- Civic Ecology (Vincente Lopez)
- Desarrollo Sustentable – Fundamentos y Campos de Aplicación (Carlos R. Barrenechea)
- Energiewende (Craig Morris)
- Gesellschaftliches Engagement für nachhaltige Entwicklung durch Stiftungen
- Klimaschutz und Klimaanpassung (Lehrende Bremer Hochschulen)
- Literatur, Filme, eGames und Nachhaltigkeit (Elisabeth Hollerweger)
- Menschliche Ernährung und ökologische Folgen (Klaus Hahlbrock)
- Nachhaltige Entwicklung (Michael von Hauff, Nicola Seitz, Elena Brosch)
- Nachhaltiges Management (Georg Müller-Christ)
- Nachhaltigkeit und Betriebswirtschaftslehre (Lehrende vom Verband der Hochschullehrer für Betriebswirtschaft (VHB))
- Sustainability Marketing (Frank-Martin Belz, Ken Peattie)
- Technik, Energie und Nachhaltigkeit (Helmut Horn, Stefan Gößling-Reisemann, Matthias Brandt)
- Tourismusmanagement im Spannungsfeld von Nachhaltigkeit (Claudia Brözel)
- Transition Management (Uwe Schneidewind)
- Weltbevölkerung und weltweite Migration (Rainer Münz, Albert F. Reiterer)
- Weltfinanzsystem und Nachhaltigkeit (Dirk Solte)
- World in Transition (Wissenschaftlicher Beirat der Bundesregierung Globale Umweltveränderungen (WBGU))